# Skersli
Skersli är en kulle i republiken Island. Den ligger i regionen Austurland, 400 km nordost om huvudstaden Reykjavík. Toppen på Skersli är 250 meter över havet.
Närmaste större samhälle är Vopnafjörður, omkring 15 kilometer söder om Skersli. Trakten runt Skersli består i huvudsak av gräsmarker.